# Хорнби, Фиппс
Фиппс Хорнби (1785—1867) — британский адмирал. Кавалер Ордена Бани. В его честь названа качурка Хорнби.

## Биография
Поступил на флот в 1797 году, в возрасте 12 лет. Англия в это время участвовала во Французских революционных войнах. Буквально через несколько недель произошли Мятежи в Спитхеде и Норе, в которых его судно, HMS Latona, оказалось замешано. Впоследствии капитан Джон Блайт брал Хорнби с собой на новые суда, на которые назначался. Служил он преимущественно в Новом Свете.
Участвовал в Наполеоновских войнах. В марте 1811 был ранен. Выйдя в полуотставку, затем вернулся на службу, чтобы содействовать карьере сына.
В отставке продолжал получать регалии, став полным адмиралом и рыцарем Большого креста ордена Бани. Умер вдовцом в своей усадьбе в марте 1867.

## Семья
В 1814 Хорнби женился на Софии Марии Бергойн, дочери генерала Джона Бергойна. У них было пять дочерей и три сына. Сын Джон погиб на службе в 1848 году, двое других сделали успешную карьеру на флоте и в образовании.